# Borgo San Dalmazzo
Borgo San Dalmazzo ist eine italienische Gemeinde in der Provinz Cuneo (CN) in der Region Piemont. Borgo San Dalmazzo ist Teil der Bergkommune Comunità Montana Valle Stura.

## Lage und Einwohner
Borgo San Dalmazzo liegt knapp 9 Kilometer südwestlich von der Provinzhauptstadt Cuneo auf einer Höhe von 645 m s.l.m., zwischen den Flüssen Gesso und Stura di Demonte. Der höchste Punkt ist der Monte Croce mit einer Höhe von 1268 m über dem Meeresspiegel. Das Gemeindegebiet umfasst eine Fläche von 22,34 km² und hat 12.563 Einwohner (Stand 31. Dezember 2023). Zur Gemeinde Borgo San Dalmazzo zählen auch die Fraktionen (Frazioni) Beguda, Cascina Bruna, Cascina Fioretti, Borgo Nuovo/Gesù Lavoratore, Madonna Bruna (Aradolo-La Bruna), Sant'Antonio Aradolo, Tetto Albaretti, Tetto Turutun Sottano und Martinetto del Rame (Crocetta).
Die Nachbargemeinden sind Boves, Cuneo, Gaiola, Moiola, Roccasparvera, Roccavione, Valdieri und Vignolo.

## Geschichte

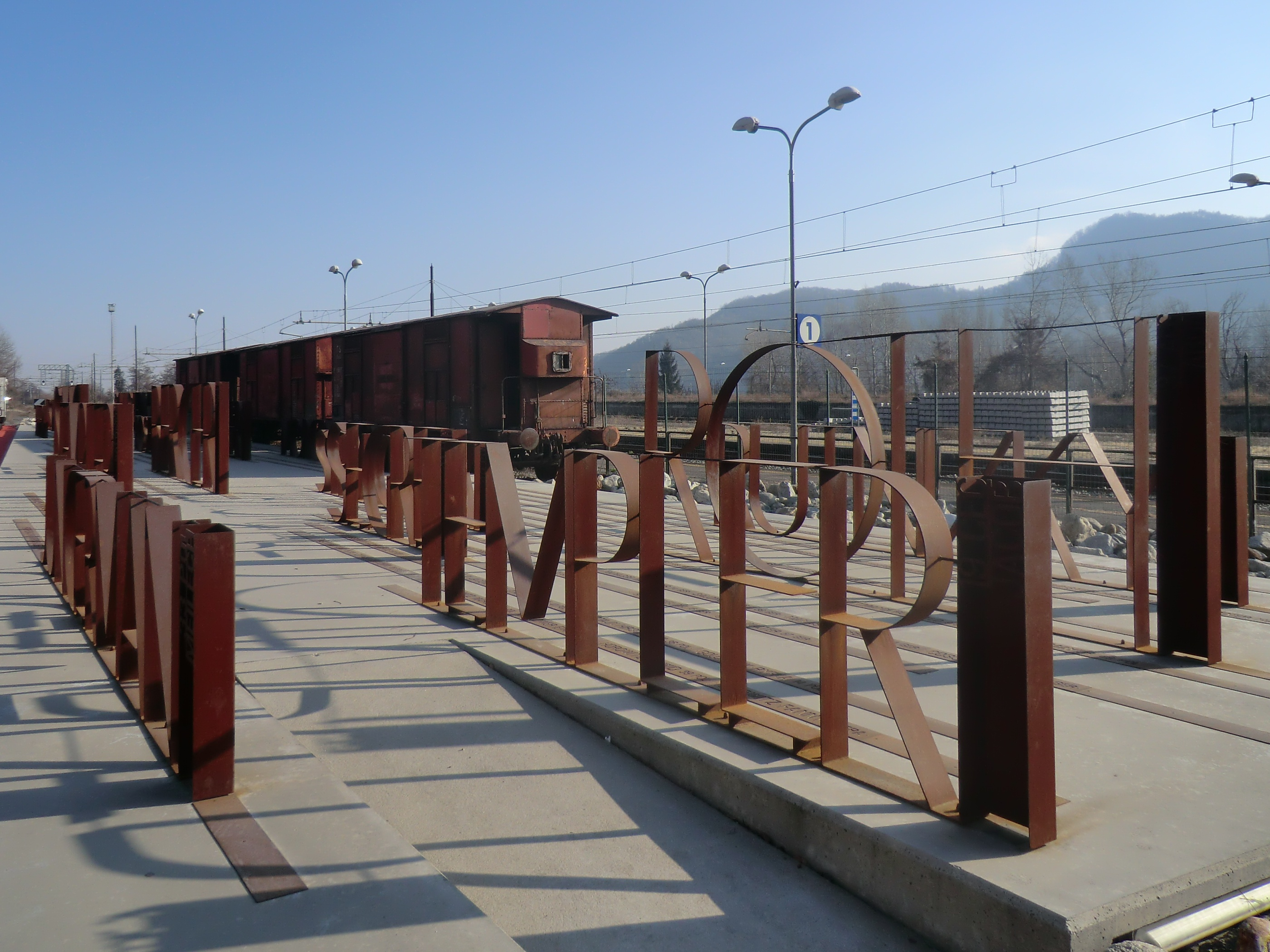
Mahnmal am Bahnhof

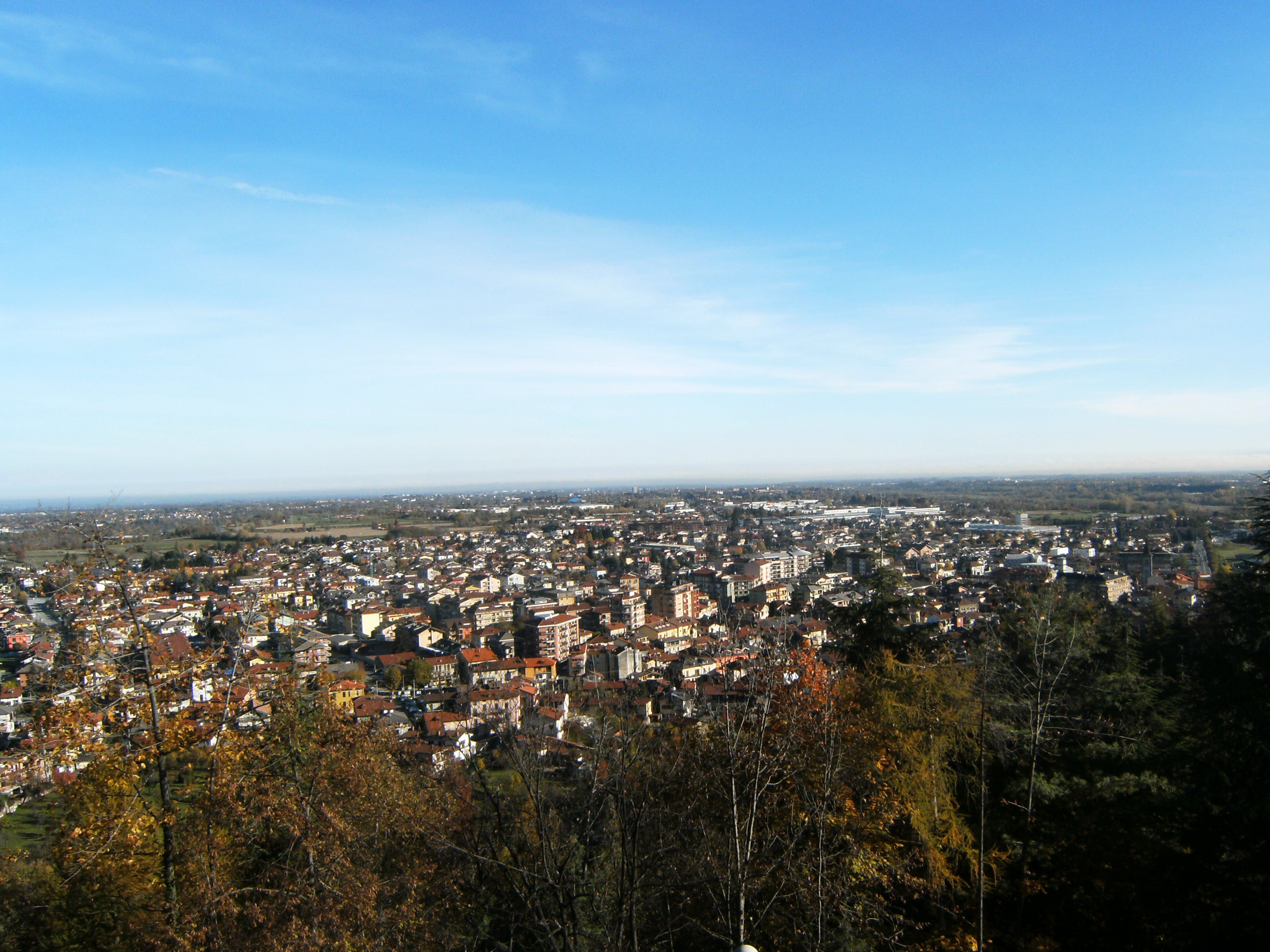
Borgo San Dalmazzo

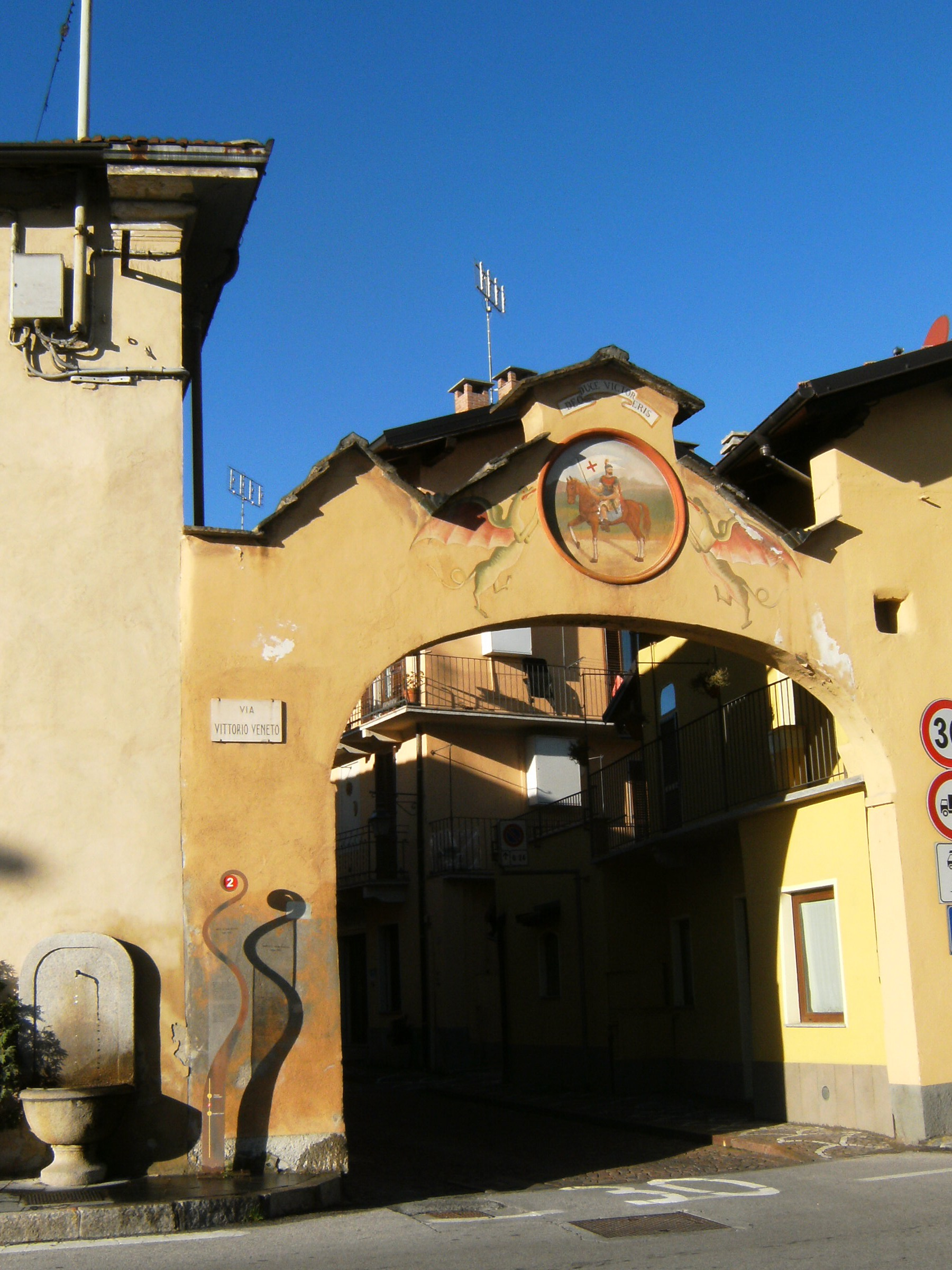
Porta di Cuneo

Die Siedlung setzt, leicht verschoben, die des antiken Pedona fort, das vorrömischen Ursprungs war und ein wichtiges Zollamt war, da dort die Grenze zu Gallien verlief und dort die „quadrigesima Galliarum“, eine Warensteuer, entrichtet wurde. Der Überlieferung nach starb San Dalmazzo in Pedona als Märtyrer, zu dessen Ehren eine Basilika errichtet wurde, um die herum ein Benediktinerkloster entstand, das zu Beginn des 10. Jahrhunderts von den Sarazenen zusammen mit dem bewohnten Zentrum zerstört wurde. Im 11. Jahrhundert bauten die Überlebenden die Kirche und eine neue Stadt wieder auf, die nach dem Märtyrer benannt wurde. Es entwickelte sich schnell und wurde im Jahr 1100 zu einer Gemeinde. Als Teil des Bezirks Cuneo teilte es sein Schicksal und wurde zum Gegenstand von Streitigkeiten zwischen den Anjou, den Markgrafen von Saluzzo, den Viscontis und den Savoyern. Von 1500 bis 1700 wurde es durch die zahlreichen Kriege, die in der Gegend tobten, durch die ständigen Streitigkeiten mit der nahegelegenen Provinzhauptstadt, durch Hungersnöte und Seuchen heimgesucht. Die Rückkehr der Savoyer markierte einen bedeutenden Aufschwung.
Borgo San Dalmazzo hat seit 1887 einen Bahnhof an der Bahnstrecke Cuneo-Limone-Ventimiglia.
Im Zweiten Weltkrieg benutzte die deutsche Besatzungsmacht eine frühere Kaserne als Konzentrationslager zur Verfolgung italienischer Juden, das Polizeihaftlager Borgo San Dalmazzo. In dieser Zeit war der katholische Priester Don Raimondo Viale (1907–1984), der aus der Gegend stammte, Gemeindepfarrer. Er beteiligte sich an der Rettung und Versorgung geflohener oder sonst illegal in der Gegend lebender jüdischer Menschen. 2000 wurde er als ein Gerechter unter den Völkern geehrt. Am Bahnhof wurde 1996 ein Mahnmal für die Deportierten (Memoriale della Deportazione) eingerichtet. Entwurf: Giorgia Angonova Menardi.
Im Jahr 1999 war Borgo San Dalmazzo Zielort der 14. Etappe des 82. Giro d’Italia, die Paolo Savoldelli gewann.

## Städtepartnerschaften
Borgo San Dalmazzo unterhält Partnerschaften mit
- Breil-sur-Roya, Frankreich
- Concepción de la Vega, Dominikanische Republik
- Valdeblore, Teilort Saint-Dalmas, Frankreich

## Söhne und Töchter der Gemeinde
- Costanzo Picco (1917–2009), Offizier und Skisportler